# Frankfurt-Niederursel
Niederursel is een stadsdeel van Frankfurt am Main. Het stadsdeel ligt in het noordwesten van Frankfurt. Niederursel is met ongeveer 16.000 inwoners een middelgroot stadsdeel. Een deel van de universiteit (instituut voor biochemie) bevindt zich hier.

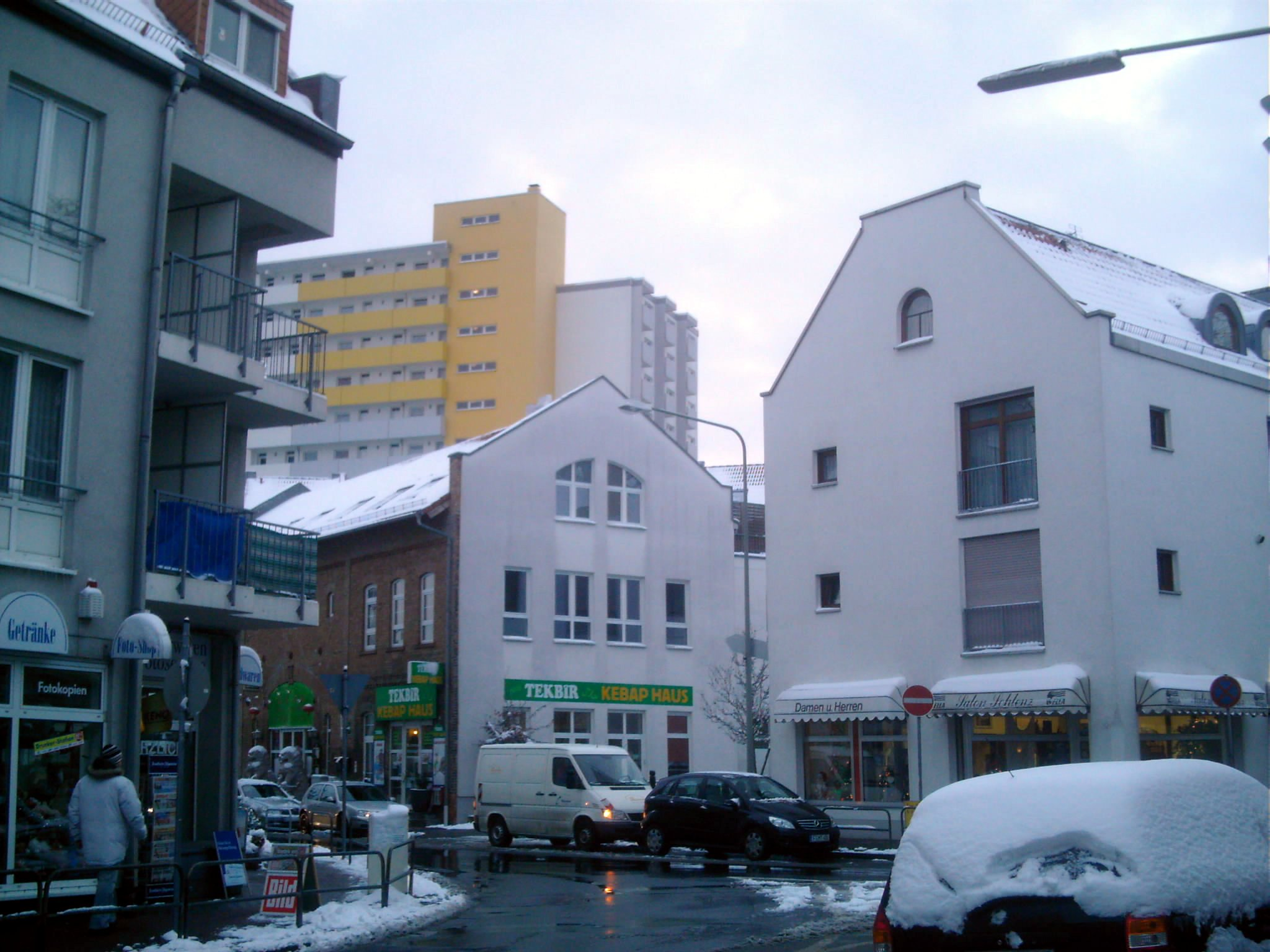
Het centrum van Niederursel

Altstadt · Bahnhofsviertel · Bergen-Enkheim · Berkersheim · Bockenheim · Bonames · Bornheim · Dornbusch · Eckenheim · Eschersheim · Fechenheim · Flughafen · Frankfurter Berg · Gallus · Ginnheim · Griesheim · Gutleutviertel · Harheim · Hausen · Heddernheim · Höchst · Innenstadt · Kalbach-Riedberg · Nied · Nieder-Erlenbach · Nieder-Eschbach · Niederrad ·  Niederursel · Nordend · Oberrad · Ostend · Praunheim · Preungesheim · Riederwald · Rödelheim · Sachsenhausen · Schwanheim · Seckbach · Sindlingen · Sossenheim · Unterliederbach · Westend · Zeilsheim